# Săvești (okręg Neamț)
Săvești – wieś w Rumunii, w okręgu Neamț, w gminie Răucești. W 2011 roku liczyła 431 mieszkańców.